# Дьюк, Кларк
Кларк Дьюк (англ. Clark Duke; род. 5 мая 1985, Гленвуд, Арканзас, США) — американский актёр. Наиболее известен благодаря ролям в фильмах «Пипец» (англ. Kick-Ass) и «Машина времени в джакузи», а также Дейла в сериале «Университет».

## Биография
Наряду с лучшим другом Майкл Сера, Дьюк создал сценарий и подготовил сериал «Кларк и Майкл», в котором он играет вымышленного себя. Он является постоянным героем в телесериале о греческом христианском общежитии «Университет», его персонажа зовут Дейл. Дьюк пробовался на роль Фогеля в фильме «Суперперцы», но роль досталась Кристоферу Минц-Плассу, а Дьюк мелькнул лишь на вечеринке. В 2008 году Дьюк снялся в своём первом большом кино, «Сексдрайв». В том же году принял участие в фильме «Тысяча слов». В этом фильме так же снимался Эдди Мёрфи, фильм вышел в 2011 году. Кларк Дьюк снялся в фильме «Пипец», режиссёр Мэттью Вон, фильм вышел весной 2010 года. В том же году Кларк Дьюк снялся в фильме «Машина времени в джакузи», фильм был выпущен в марте 2010 года.

## Фильмография
| Год       |    | Русское название              | Оригинальное название         | Роль                         |
| --------- | -- | ----------------------------- | ----------------------------- | ---------------------------- |
| 2007      | ф  | Суперперцы                    | Superbad                      | подросток на вечеринке       |
| 2008      | ф  | Сексдрайв                     | Sex Drive                     | Ланс Джонсон                 |
| 2010      | ф  | Пипец                         | Kick-Ass                      | Марти Айзенберг              |
| 2010      | ф  | Машина времени в джакузи      | Hot Tub Time Machine          | Джейкоб                      |
| 2010      | ф  | —                             | Journey of Mr. Rager          | камео                        |
| 2011      | ф  | Тысяча слов                   | A Thousand Words              | Аарон                        |
| 2011      | ф  | Новенькая                     | New Girl                      | Клиф                         |
| 2012—2013 | с  | Офис                          | The Office (9 season)         | Кларк Грин                   |
| 2013      | ф  | Пипец 2                       | Kick-Ass 2: Balls to the Wall | Марти Айзенберг/Боец         |
| 2013      | ф  | Поймай толстуху, если сможешь | Identity Thief                | Эверет, (в титрах не указан) |
| 2013—2015 | с  | Два с половиной человека      | Two and a Half Men            | Барри Фостер                 |
| 2014      | ф  | Машина времени в джакузи 2    | Hot Tub Time Machine 2        | Джейкоб                      |
| 2016      | ф  | Очень плохие мамочки          | Bad Moms                      | Дейл Киплер                  |
| 2017—2018 | с  | Умираю со смеху               | I'm Dying Up Here             | Рон Шак, комик из Бостона    |
| 2020      | ф  | Криминальные боссы            | Arkansas                      | Суин Хорн, (также режиссер)  |
| 2021      | мс | Корпорация «Заговор»          | Inside Job                    | Бретт Хэнд                   |